# Рентинк, Лара-Изабель
Лара-Изабель Рентинк (нем. Lara-Isabelle Rentinck; род. 18 августа 1986 года, Берлин) — немецкая модель и актриса.

## Биография
В дополнение к школьному обучению, посещала уроки пения, драматические курсы и семинары. В 15 лет она закончила стажировку в театральном центре Comödie Dresden.
Одной из первых её работ стала роль в сериале «Любовь в Берлине» (2005—2007). В 2011 году снималась в мыльной опере «Мариенхоф». С 2011 года играет в сериале «Береговая охрана». В 2016 году снялась для журнала Playboy.

## Фильмография
- 2005—2007: Любовь в Берлине / Verliebt in Berlin — Кимберли Фредерика Зайдель (42 эпизода)
- 2008: Die 25. Stunde (эпизод «Feuerteufel»)
- 2008: История Центральной Германии / Die Geschichte Mitteldeutschlands (эпизод «Glück ohne Ruh' — Goethe und die Liebe»)
- 2009: SOKO München — Алекса Йентш (эпизод «Flüchtige Liebe»)
- 2009: Привет, Робби! / Hallo Robbie! — Майя Тамм (эпизод «Altlasten»)
- 2009: Сельский врач / Der Landarzt — фрау Брандт (эпизод «Intrige mit Folgen»)
- 2009: Убийства — мой конёк, дорогая / Mord ist mein Geschäft, Liebling
- 2009: Barbara Wood — Karibisches Geheimnis
- 2009: Экстренный вызов: Окраина порта / Notruf Hafenkante (эпизод «Falsche Töne»)
- 2009: Killerjagd. Töte mich, wenn du kannst
- 2010: Джерри Коттон / Jerry Cotton — Джун Кларк
- 2011: Мариенхоф / Marienhof — Сабина Бройер (22 эпизода)
- 2011—2016: Береговая охрана / Küstenwache — Пиа Корнелиус (66 эпизодов)
- 2012: Аппарат / Die Apps
- 2012: Наш Чарли / Unser Charly (эпизод «Charly und das traurige Lama»)
- 2013: Последний бык / Der letzte Bulle — Эдит Санни (эпизод «Zur Kasse, Schätzchen»)
- 2013: Полиция Гольштейна — Убийства у моря / Kripo Holstein — Mord und Meer
- 2015: Розенхаймские копы / Die Rosenheim-Cops (эпизод «In Schönheit sterben»)
- 2016: Последние следы / Die letzte Spur — Тина (эпизод «Unantastbar»)

## Награды и номинации
- 2011 — номинация на премию «German Soap Award» в категории «Лучший дебют» («Мариенхоф»)[6].